# Prêmio TVyNovelas de 2016
34º Prêmio TVyNovelas

Novela: 

Pasión y Poder
Atriz: 

Maite Perroni
Ator: 

Pablo Lyle
O Prêmio TVyNovelas 2016 será a 34ª edição do Prêmio TVyNovelas, prêmio entregue pela revista homônima aos melhores artistas e produções da televisão mexicana referentes ao ano de 2015. O evento ocorrereu no dia 17 de Abril de 2016, em Acapulco. Foi apresentado por Marjorie de Sousa e Gabriel Soto e transmitido pelo Canal de las Estrellas.